# Ỏ
Cette page contient des caractères spéciaux ou non latins. S’ils s’affichent mal (▯, ?, etc.), consultez la page d’aide Unicode.
Ỏ (minuscule : ỏ), appelé O crochet en chef, est une lettre latine utilisée dans l’alphabet du vietnamien comme variante de la lettre ‹ O ›. Elle est composée de la lettre O diacritée d'un crochet en chef.

## Utilisation
- Vietnamien : le ‹ Ỏ › est un /ɔ/ avec un ton moyen tombant-montant : /ɔ˧˩˧/. Le crochet en chef, indiquant ce ton, se retrouve aussi sur d’autres voyelles.

## Représentations informatiques
Le O crochet en chef peut être représenté avec les caractères Unicode suivants :
- précomposé (latin étendu additionnel)[1] :

| formes    | représentations | chaînes de caractères | points de code | descriptions                              |
| --------- | --------------- | --------------------- | -------------- | ----------------------------------------- |
| capitale  | Ỏ               | Ỏ                     | U+1ECE         | lettre majuscule latine o crochet en chef |
| minuscule | ỏ               | ỏ                     | U+1ECF         | lettre minuscule latine o crochet en chef |

- décomposé (latin de base, diacritiques) :

| formes    | représentations | chaînes de caractères | points de code | descriptions                                          |
| --------- | --------------- | --------------------- | -------------- | ----------------------------------------------------- |
| capitale  | Ỏ               | O◌̉                    | U+004F U+0309  | lettre majuscule latine o diacritique crochet en chef |
| minuscule | ỏ               | o◌̉                    | U+006F U+0309  | lettre minuscule latine o diacritique crochet en chef |

Il peut aussi être représenté dans des anciens codages
- VISCII :
  - capitale Ỏ : 99
  - minuscule ỏ : F6